# Корнієнко Іван Федорович
Іван Федорович Корнієнко (10 червня 1928? — ?) — український радянський діяч, новатор виробництва, шахтар, бригадир бригади робітників очисного вибою шахти № 4—21 тресту «Петровськвугілля» Донецької області. Депутат Верховної Ради УРСР 6—7-го скликань.

## Біографія
На 1960-і роки — робітник, бригадир бригади робітників очисного вибою шахти № 4—21 тресту «Петровськвугілля» Донецької області.
Потім — на пенсії у місті Донецьку Донецької області.

## Нагороди
- ордени
- медалі